# Birdland (альбом)
Birdland — студийный альбом британской рок-группы The Yardbirds, выпущенный в апреле 2003 года лейблом Favored Nations. 
Этот альбом был выпущен спустя более тридцати лет с момента распада группы, после того, как два участника оригинального состава группы Крис Дрэя и Джим Маккарти решили воссоздать группу и  представили новую версию Yardbirds концертом в лондонском Marquee Club. Дебютное выступление прошло успешно, и Yardbirds регулярно гастролировали в последующие годы, с постоянным потоком новых музыкантов, аккомпанирующих Дрейе и Маккарти.
Кроме Дрейя и Маккарти, в записи Birdland участвовали многие приглашённые музыканты, в том числе, ещё один из бывших участников Yardbirds, гитарист Джефф Бек.

## Об альбоме
По словам музыкального критика, «это намного лучше, чем можно было бы ожидать, и, безусловно, гораздо более респектабельно, чем большинство попыток воссоединения/возвращения урезанных составов классических коллективов <...>  Половина пластинки — ремейки старых основных песен Yardbirds, таких как "For Your Love", "Shapes of Things", "Happenings Ten Years Time Ago", но они сделаны неплохо, хотя и создается ощущение, что вы слушаете хорошую трибьют-группу Yardbirds, а не настоящую. Оригинальный материал, хотя и не такой хороший, как старые мелодии, на самом деле звучит в стиле Yardbirds, с большим количеством нерегулярных темпов, мелодиями в минорной тональности, метафизически ищущими текстами и григорианским вокалом.»

## Список композиций
| №   | Название                              | Автор(ы)                                                        | Приглашённые        | Длительность |
| --- | ------------------------------------- | --------------------------------------------------------------- | ------------------- | ------------ |
| 1.  | «I'm Not Talking»                     | Mose Allison                                                    |                     | 2:45         |
| 2.  | «Crying Out for Love»                 | Jim McCarty                                                     |                     | 4:37         |
| 3.  | «The Nazz Are Blue»                   | Chris Dreja, Jeff Beck, McCarty, Keith Relf, Paul Samwell-Smith | Jeff "Skunk" Baxter | 3:12         |
| 4.  | «For Your Love»                       | Graham Gouldman                                                 | Johnny Rzeznik      | 3:21         |
| 5.  | «Please Don't Tell Me 'Bout the News» | McCarty                                                         |                     | 3:59         |
| 6.  | «Train Kept A-Rollin’»                | Tiny Bradshaw, Lois Mann, Howie Kay                             | Joe Satriani        | 3:38         |
| 7.  | «Mr. Saboteur»                        | McCarty                                                         |                     | 4:55         |
| 8.  | «Shapes of Things»                    | Relf, McCarty, Samwell-Smith                                    | Steve Vai           | 2:38         |
| 9.  | «My Blind Life»                       | Dreja                                                           | Jeff Beck           | 3:33         |
| 10. | «Over Under Sideways Down»            | Dreja, Relf, McCarty, Beck, Samwell-Smith                       | Slash               | 3:16         |
| 11. | «Mr. You're a Better Man Than I»      | Mike Hugg, Brian Hugg                                           | Brian May           | 3:24         |
| 12. | «Mystery of Being»                    | McCarty                                                         |                     | 4:07         |
| 13. | «Dream Within a Dream»                | McCarty (music), Edgar Allan Poe (lyrics)                       |                     | 4:44         |
| 14. | «Happenings Ten Years Time Ago»       | Relf, McCarty, Beck, Jimmy Page                                 | Steve Lukather      | 3:23         |
| 15. | «An Original Man (A Song for Keith)»  | Dreja, McCarty, John Idan, Gypie Mayo                           |                     | 5:20         |

## Участники записи
The Yardbirds
- Крис Дрэя — бас-гитара
- Alan Glen – гармоника, перкуссия
- John Idan – бас-гитара, вокал
- Gypie Mayo – гитара
- Джим Маккарти — ударные, перкуссия, вокал

Приглашённые музыканты
- Jeff "Skunk" Baxter – гитара
- Jeff Beck – гитара
- Steve Lukather – гитара
- Brian May – гитара
- Joe Satriani – гитара
- Slash – гитара
- Steve Vai – гитара
- Johnny Rzeznik – гитара, бэк-вокал
- Martin Ditcham  — перкуссия